# 北弗農 (印地安納州)
北弗農（英語：North Vernon）是一個位於美國印地安納州詹寧斯縣的城市。

## 人口
根據2010年美國人口普查的數據，北弗農的面積為19.90平方千米，當中陸地面積為19.88平方千米，而水域面積為0.02平方千米。當地共有人口6728人，而人口密度為每平方千米338.09人。